# Baie de Piran

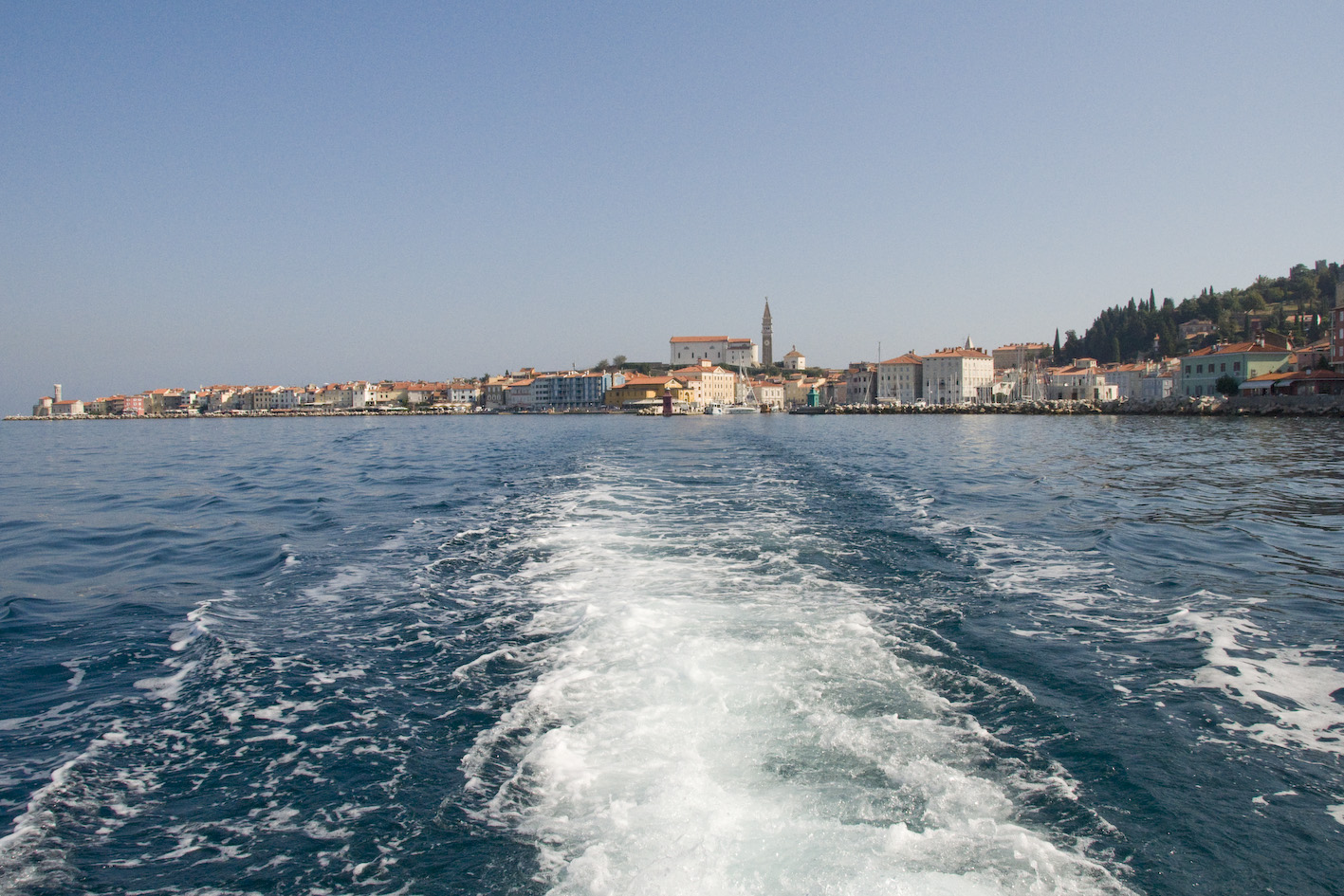
La baie de Piran.

Carte du litige avant résolution.

La baie de Piran, aussi appelée golfe de Piran, est une petite baie de la partie sud du golfe de Trieste, lui-même situé à l'extrémité septentrionale de la mer Adriatique, en Méditerranée. Si elle doit son nom à la commune de Piran, située en Slovénie, elle est également bordée par la Croatie et est à ce titre parcourue par une frontière maritime internationale, la frontière entre la Croatie et la Slovénie dont le tracé est disputé entre les deux États voisins.

## Différend territorial
La Croatie et la Slovénie ont un litige territorial concernant les frontières maritimes de la baie de Piran depuis l'éclatement de la Yougoslavie en 1991. La baie de Piran a une importance vitale pour la Slovénie car elle lui permet d'avoir un accès aux eaux internationales.
La Slovénie a utilisé son droit de veto pour ralentir les négociations d'adhésion de la Croatie à l'UE tant que le litige ne serait pas résolu, provoquant de vives réactions nationalistes dans les médias croates.
En 2009, les deux pays se sont finalement mis d'accord pour recourir à un tribunal arbitral international afin de régler la question. La Slovénie a soumis le projet à un référendum, qui a été accepté par 51,5 % de « oui ».
Le 17 janvier 2012, les deux pays s'accordent sur la composition du panel chargé d'arbitrer le différend frontalier sous les auspices de la Commission européenne.
Néanmoins, en juillet 2015, les médias publient des retranscriptions de communications mettant en cause un juge slovène du tribunal arbitral, accusé de partialité après avoir eu des contacts secrets avec une représentante du gouvernement slovène. Face au scandale, le juge slovène démissionne. Les députés du Parlement croate appellent le gouvernement à abandonner l'arbitrage à la suite de ces révélations. Le 27 juillet, le Premier ministre croate Zoran Milanović annonce que la Croatie « suspend immédiatement » et unilatéralement la procédure. Le Premier ministre slovène Miro Cerar appelle lui à ce que l'arbitrage continue.
Le 17 mars 2016, le ministre des Affaires étrangères croate fait part de l'intention de la Croatie de résoudre le litige concernant la baie de Piran uniquement de façon bilatérale avec la Slovénie, estimant que l'arbitrage était trop compromis pour pouvoir reprendre. Cependant, en juillet 2016, le tribunal arbitral rend une décision par laquelle il désavoue la sortie unilatérale de la Croatie de l'arbitrage. Le tribunal, tout en reconnaissant que la Slovénie a violé ses obligations, considère que la violation n'était pas suffisamment grave pour justifier un tel acte unilatéral, le tribunal étant toujours en mesure de rendre une décision finale impartiale,. En conséquence, le tribunal annonce aux deux États que la procédure continue. Le ministère des Affaires étrangères croate condamne cette décision et réaffirme qu'il ne reviendra pas dans la procédure arbitrale, la Croatie ne reconnaissant plus la compétence du tribunal,.
Finalement, le tribunal arbitral rend sa décision finale sur le litige le 29 juin 2017. Dans son jugement, celui-ci accorde à la Slovénie la majeure partie de la baie et un accès direct aux eaux internationales de la mer Adriatique, ce qui est interprété comme une victoire de la Slovénie,. Le jugement doit être mis en œuvre au plus tard le 29 décembre 2017. Le Premier ministre slovène Milo Cerar salue une « décision historique », ajoutant qu'elle est « définitive et s'impose légalement aux deux États ». Le Premier ministre croate Andrej Plenković réagit lui en déclarant que la Croatie ne reconnaît pas cette décision et n'a pas l'intention de la mettre en œuvre.
Face aux menaces de non-respect croates, la Slovénie en appelle aux institutions européennes, demandant que ces dernières fassent pression sur la Croatie pour que celle-ci respecte la décision du tribunal.
Le 4 juillet, la Commission européenne publie une déclaration officielle dans laquelle elle soutient la procédure d'arbitrage et invite la Croatie et la Slovénie à respecter la décision prise,. Le vice-président de la Commission Frans Timmermans déclara que les deux pays devaient respecter le verdict, ajoutant qu'elle se tient prête, si besoin est, à apporter son aide aux parties dans ce processus. Toutefois, il rappelle que la Commission n'exigerait pas sa mise en œuvre, estimant qu'il s'agit d'une question bilatérale qui ne tombe pas dans la compétence de l'Union européenne. Dans les minutes de la réunion de la Commission, celle-ci reconnaît notamment que la Slovénie avait violé l'accord d'arbitrage. Cependant la Cour permanente d'arbitrage déclara que la violation n'était pas de nature à influencer la décision finale du tribunal dès lors que le juge impliqué dans la violation de l'accord avait été remplacé. Timmermans réaffirma que la Commission soutenait le processus de règlement. Le service juridique de la Commission européenne déclara que l'Union avait une juridiction dans ce domaine et qu'il est de l'obligation de l'UE et de ses États membres de respecter et de mettre en œuvre le droit international public. La Croatie fait cependant fi de la mise en garde de la Commission, le Premier ministre Plenković déclarant que le problème de la baie de Piran ne concerne pas Bruxelles.
À l'approche de la date du 29 décembre, la Slovénie annonce que faute de coopération de la part de Zagreb, elle commencera à mettre en œuvre le jugement du tribunal arbitral de façon unilatérale. La ministre des Affaires étrangères croate Marija Pejčinović Burić rétorque qu'à l'heure actuelle, la seule frontière reconnue par la Croatie est celle qui a existé au moment de la déclaration d'indépendance de 1991, et non pas celle retenue par l'arbitrage que son gouvernement ne reconnaît pas. Elle avertit en outre qu'il ne saurait y avoir de mise en œuvre unilatérale. Pour sa part, le ministre des Affaires étrangères slovène Karl Erjavec prévient qu'il est exclu pour la Slovénie d'ouvrir des négociations visant à redessiner le tracé de la frontière prévu par la décision arbitrale.
À partir du mois de janvier 2018, les autorités slovènes commencent à sanctionner pour « violation frontalière » les pêcheurs croates opérant dans les eaux du golfe nouvellement accordées à la Slovénie par l'arbitrage. Le montant des amendes distribuées va de 1 300 euros pour un particulier à 41 000 euros pour une entreprise. Le 27 janvier, le Ministère des Affaires étrangères croate fustige cette décision slovène et prévient qu'il sera forcé d'agir de la même façon envers les pêcheurs slovènes entrant dans les eaux du golfe reconnues comme siennes par la Croatie.
Par ailleurs, la police croate se met à escorter les navires de pêche croates lors de chacune de leurs sorties en mer dans le golfe pour les protéger de la police slovène.

## Sources